# KV Huizen
Korfbalvereniging Huizen (of: KV Huizen) is een korfbalvereniging in de gemeente Huizen. 
De vereniging  heeft momenteel 4 seniorenteams en 18 jeugdteams. Er wordt gespeeld op het sportveld naast sportcentrum De Meent en het Erfgooiers College. KV Huizen beschikt over twee kunstgrasvelden. Tijdens het zaalseizoen speelt KV Huizen haar thuiswedstrijden in het Sportcentrum De Meent, waar voor toeschouwers een bankentribune is. De clubkleuren zijn groen en geel. 

## Geschiedenis
KV Huizen is op 26 juni 1946 opgericht. Het initiatief hiertoe werd genomen door de Huizerse voetbalvereniging, omdat de vereniging ook een eigen korfbalafdeling wilde hebben. Uiteindelijk konden er in het eerste jaar 3 teams gevormd worden. De club groeide in de afgelopen 60 jaar en heeft nu ongeveer 300 leden.   
In de beginjaren was het terrein en de zaal bij de voetbalvelden van SV Huizen. Jaren later verhuisde KV Huizen naar een veld aan de Bovenweg en was in voormalig De Bun de zaal waar de club zijn thuiswedstrijden in het zaalseizoen ging spelen. Omstreeks 2000 verhuisde KV Huizen van De Bun naar het nieuwe sportcentrum De Meent. Daar kreeg de club een eigen hal met kleedkamers en een grote kantine.  